# Bill Eckersley
William "Bill" Eckersley (16. juli 1925 - 25. oktober 1982) var en engelsk fodboldspiller (venstre back).
Eckersley spillede hele sin 14 år lange karriere hos Blackburn Rovers. Han spillede over 400 ligakampe for klubben, der i perioden flere gange rykkede op og ned mellem den bedste og næstbedste engelske række.
Eckersley spillede desuden 17 kampe for det engelske landshold. Hans første landskamp var et opgør mod Spanien 2. juli 1950, hans sidste en kamp mod Ungarn 25. november 1953.
Eckersley var en del af det engelske hold der deltog ved VM i 1950 i Brasilien, landets første VM-deltagelse nogensinde. Turneringen endte med et skuffende exit efter det indledende gruppespil for englænderne, og Eckersley spillede én af landets tre kampe.